# 哈萨克斯坦国徽
哈薩克斯坦國徽啟用於1992年6月4日，為圓形，以藍、金為主色。中間為氈房的天窗，上有五角星。左右為天馬所扶持。下面綬帶書「哈萨克斯坦」。2024年3月，哈萨克斯坦总统卡瑟姆若马尔特·托卡耶夫宣布，由于国徽设计过于复杂且“带有苏联风格”，将很快更换国徽。新国徽将通过竞赛决定。
哈萨克斯坦国名「QAZAQSTAN」位于国徽下部。在 2018年11月1日哈萨克斯坦国徽国家标准修订之前，国名采用西里尔字母 （ҚA3AҚCTAH）。

## 历史国徽

哈萨克苏维埃社会主义共和国 哈萨克斯坦共和国 1991-1992
哈萨克斯坦共和国 1992-2014
哈萨克斯坦共和国 2018年至今